# クララメイ・ターナー
クララメイ・ターナー（Claramae Turner、旧姓：ハース (Haas)、1920年10月28日 - 2013年5月18日）は、アメリカ合衆国のオペラ歌手、コントラルトである。
ロジャース&ハマースタインによる同名のミュージカルを原作とした1956年の映画『回転木馬』への出演などで知られる。

## 経歴
カリフォルニア州 ディヌーバ (Dinuba) に生まれ、サンフランシスコのブッシュ・ストリート・ミュージック・ホール (the Bush Street Music Hall) に、ギルバート・アンド・サリヴァンのオペラのコントラルトとして出演することから芸歴を始め、同時にサンフランシスコ・オペラ (San Francisco Opera, SFO) のコーラスにも加わっていた。SFOでは、1945年の『ホフマン物語』のアントニアの母の声役で主な役柄としてのデビューを果たし、1946年から1950年にかけてはニューヨークのメトロポリタン・オペラ (Metropolitan Opera) で歌い、『ファウスト』（マルト役でラウル・ジョバンと共演）、『ボリス・ゴドゥノフ』（旅籠屋（居酒屋）の女主人役でエツィオ・ピンツァと共演）、『アイーダ』（アムネリス役）、『ヘンゼルとグレーテル』（ゲルトルート役）、『ロメオとジュリエット』（ジェルトリュード役でユッシ・ビョルリングやビドゥ・サヤン (Bidu Sayão) と共演）、『フィガロの結婚』（マルチェリーナ役）、『ジークフリート』（エルダ役でラウリッツ・メルヒオールやアストリッド・ヴァルナイと共演）、『カヴァレリア・ルスティカーナ』（ルチア役）、 『セビリアの理髪師』（ベルタ役でジュゼッペ・ヴァルデンゴ (Giuseppe Valdengo) やリリー・ポンスと共演）、 『ピーター・グライムズ』（おばさん役）、 『ジャンニ・スキッキ』（ジータ役）に出演した。
次いでターナーは、1953年から1969年にかけて、ニューヨーク・シティ・オペラ (New York City Opera) で、『霊媒 (The Medium)』、『ヘンゼルとグレーテル』（魔女役）、『エディプス王』（ヨカスタ役でリチャード・キャシリー (Richard Cassilly) と共演：指揮はレオポルド・ストコフスキー）、『修道女アンジェリカ』（公爵夫人役：指揮はジュリアス・ルーデル (Julius Rudel)）、『カルメン』、『ルイーズ (Louise)』（母親役）、『ベイビー・ドゥのバラード (The Ballad of Baby Doe)』（オーガスタ役でビヴァリー・シルズと共演）、『カルメル派修道女の対話』（クロワシー夫人役）、『ボマルツォ』（ディアナ・オルシーニ役でサルバドール・ノボア (Salvador Novoa) と共演：指揮はティト・カーボビアンコ (Tito Capobianco)）、『アイオランシ (Iolanthe)』（妖精の女王役）、『ペイシェンス (Patience)』（淑女ジェーン役）に出演し、さらに、『ミカド (The Mikado)』（カティーシャ役）などにも出演した。
ターナーは、ジャン＝カルロ・メノッティのオペラ『霊媒』が1946年にコロンビア大学で初演された際に、マダム・フローラ役を演じた。1959年には、テレビ番組『Omnibus』の中で、ヴェルナー・トルカノフスキー (Werner Torkanowsky) の指揮により、この役を再演した。また、1955年に制作された、アーロン・コープランドの『入札地 (The Tender Land)』 の作曲者自身の指揮によるレコードにおいて、ターナーはマ・モス役を演じ、ジョイ・クレメンツ (Joy Clements) やノーマン・トレイグル (Norman Treigle) と共演し、エンゲルベルト・フンパーディンクの『ヘンゼルとグレーテル』の1947年の英語版のレコードでは、ゲルトルート役を演じ、リーゼ・スティーヴンスやナディン・コナー (Nadine Conner) と共演した。後者は、メトロポリタン・オペラが、オペラ作品全体を通した録音を残した最も初期のアルバムのひとつであり、コロムビア・マスターワークス・レコード (Columbia Masterworks Record) からリリースされた。ターナーは、ゲルトルート役をテレビ番組『NBC Opera Theatre』でも演じた。
ラジオでは、1954年に、アルトゥーロ・トスカニーニがオペラ作品を一作通して指揮する最後の機会となり、後に伝説的なコンサートとされた演奏において、ヴェルディの『仮面舞踏会』のウルリカ役を演じ、ヘルヴァ・ネッリ (Herva Nelli)、ジャン・ピアース、ロバート・メリルと共演した。この演奏は後にRCAビクターから、LPやCDの形態でリリースされた。
1956年、ターナーは、生涯を通してただ一度の映画出演の機会を得て、ロジャース&ハマースタインの人気ミュージカル作品『回転木馬』を映画化した『回転木馬』に出演し、シャーリー・ジョーンズと共演した。この映画で彼女は、ネティ・ファウラー役を演じた。
ターナーは、1962年に録音された、コマンド・レコード (Command Records) による『回転木馬』のスタジオ録音盤でもネティ役を演じて、アルフレッド・ドレイク (Alfred Drake) やロバータ・ピータースと共演した。（ただし、このバージョンは、CD化されていない）
楽曲「想い出のサンフランシスコ」は、ターナーのために書かれたもので、最初に歌ったのはトニー・ベネットではなく、彼女自身だった。しかし、録音を最初にしたのはベネットであった。
近年では、ターナーが出演し、ジンカ・ミラノフ、マリオ・デル＝モナコ、レナード・ウォーレンと共演した、ウォルター・ハーバート (Walter Herbert) 指揮によるヴェルディ作『運命の力』のニューオーリンズ公演のライブ盤や、グィード・カンテッリ指揮によるヴェルディ作『レクイエム』などがリリースされている。

## 死
2013年5月18日に、カリフォルニア州サンタローザにおいて、92歳で死去した。